# Valtherbos

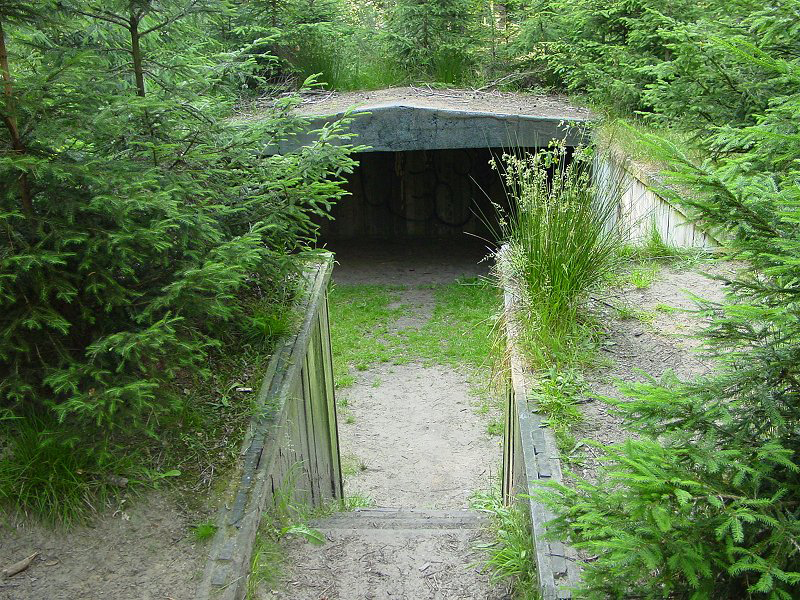
Het onderduikershol in het Valtherbos

Het Valtherbos is een bos van bijna 450 hectare ten noorden van Emmen, aangeplant in de jaren 20 van de 20e eeuw.
Het (gemengde) bos wordt beheerd door Staatsbosbeheer en maakt deel uit van de boswachterij Emmen waartoe ook de Emmerdennen, het Noordbargerbos en het Oosterbos behoren.
In het bos bevinden zich onder andere enkele hunebedden, een onderduikershol, grafheuvels, een paar kleinere heidegebieden en enkele speelweiden. Vlak bij de oostkant van het Valtherbos ligt een ander bosje: het Meerbosch. De samenstelling van dit bos met onder andere oude eiken en beuken, wijst op een heel hoge ouderdom; het kwam al voor op een kaart uit 1783. Er bevinden zich enkele kleine putten en het is wat moerasachtig. Het bosje is een oude restant van het vroegere Weerdingerholt.